# Amictus minor
Amictus minor är en tvåvingeart som beskrevs av Austen 1937. Amictus minor ingår i släktet Amictus och familjen svävflugor. Inga underarter finns listade i Catalogue of Life.